# صنعت هواپیماسازی در صربستان

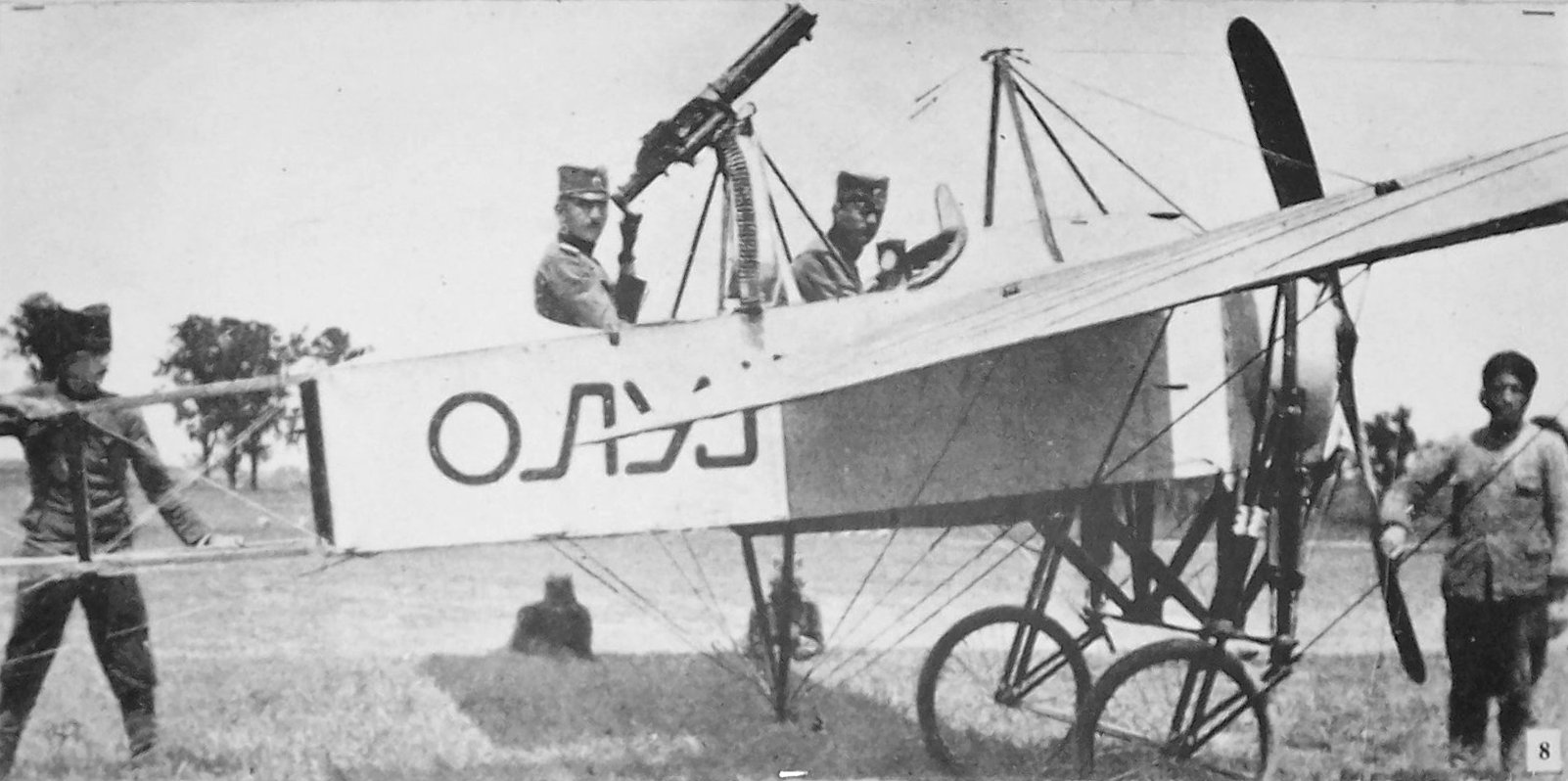
نمایی از اولین هواپیمای مسلح صربستان، بلریوت XI-2، عکاسی‌شده در سال ۱۹۱۵. این‌هواپیما قبل از صنعت هواپیماسازی در صربستان که تولیدش در سال ۱۹۲۳ آغاز شد، تولیدشده‌بود.

با وجود اینکه صنعت، به‌طور کلی در سطح بسیار پایینی از توسعه در کشور صربستان، پس از شکل‌گیری آن، قرار داشت، سیاست‌های پیش‌روی صربستان سبب شد تا او جزو ۱۰ کشور اول در جهان در زمینه توسعه صنعت جا بگیرد و تولید هواپیمای خود را توسعه دهد.

## تاریخچه
در تاریخچه صنعت هواپیماسازی در صربستان، ابتدا فقط قطعات تولید شده در کارخانه‌های خارجی مونتاژ می‌شد، اما خیلی زود تولید قطعات داخلی آغاز شد. پیشرو صنعت هواپیماسازی داخلی در صربستان، کارگاه هواپیمایی با نام Aeroplanska radionica بود که در سال ۱۹۲۰ در فرودگاه نووی ساد تأسیس شد. مونتاژ سری آزمایشی Hansa-Brandenburg C.I اولین اقدام صربی‌ها در تولید هواپیما به‌طور کامل بود. نام این سری SBr بود، زیرا این نوع هواپیما در صربستان به عنوان srednji Brandenburg (براندنبورگ میانی) شناخته می‌شد.
از سال ۱۹۲۳ تا ۱۹۴۱، ۷ کارخانه هواپیماسازی در صربستان وجود داشت که ۴ کارخانه در مرکز کشور و ۲ کارخانه موتور هواپیما در دیگر نقاط قرار داشتند. همچنین تعدادی هواپیما در کارگاه‌های هواپیماسازی، کلوپ‌های هوا و کارگاه‌های خصوصی تولید شد. همچنین کارخانه‌هایی برای تجهیزات هواپیما و کارگاه‌هایی برای تعمیرات جزئی و حتی تعمیرات اساسی هواپیما، موتورها و قطعات وجود داشت. یک تقویت عمده در صنعت، تصمیم ایالت از سال ۱۹۲۶ برای به دست آوردن بیش از ۸۰۰ جنگنده و صدها دانشجو و مربی در حوزه هواگردی بود. پیشرفت صنعت در سال ۱۹۳۲ متوقف شد. در این زمان، دولت با خرید بیشتر هواپیما، صنعت هوایی کشور را وارد رکود بزرگی کرد که تا سال ۱۹۳۷ ادامه داشت.
بر اساس گزارش اتحادیه دولتی صنایع هواپیماسازی پادشاهی یوگسلاوی، صنعت هواپیماسازی و صنایع کمکی این ایالت ۳۰۰ مهندس و تکنسین، ۵۰۰ کارمند و ۶۰۰۰ کارگر را استخدام کرده‌است. در مجموع، ۱۷۲۹ هواپیمای نظامی و غیرنظامی بین دو جنگ جهانی در صربستان تولید شد. از این میان، هیچ‌یک از هواپیمای تولیدی، باری یا شناسایی نبودند. یکی از مهم‌ترین افراد در توسعه فنی طراحی هواپیما، میلنکو میتروویچ اسپرتا بود که طرح‌های متعددی را برای هواپیماها در دوره ۴۰–۱۹۲۸ ارائه داد.

## عدم حمایت از صنعت
کارخانه‌های "IAM" و "Vlajković-Walter" موتور هواپیما تولید می‌کردند و هر دو در حومه صنعتی راکوویکا در بلگراد قرار داشتند. "IAM" در سال ۱۹۲۷ تأسیس شد. تا سال ۱۹۳۶ که ملی شد ۵۰٪ در مالکیت سرمایه گذاران خارجی بود. این کارخانه در سال ۱۹۴۰، مونتاژ کامیون‌ها را بر عهده داشت و بعدها به ساخت تراکتور پرداخت، در نهایت در سال ۲۰۱۰ دچار بحران شد و در سال ۲۰۱۷ ورشکست شد. کارخانه موتورهای هواپیما "S.Vlajković and Sons" به عنوان کارگاه نجاری در سال ۱۹۲۵ آغاز به کار کرد. این مغازه که در همسایگی دورچول قرار دارد، هواپیمای Breguet XIV و موتورهای آن را تعمیر می‌کرد. کارخانه سپس به راکوویکا نقل مکان کرد و تولید موتورهای Walter NZ را آغاز کرد. در سال ۱۹۴۸ به کارخانه "21. maj" [sr] تبدیل شد که در میان سایر محصولات، موتورهای هواپیما را با موتورهای پیستونی می‌ساخت، IMR مجوز جنرال موتورز را برای تعمیر موتورهای خود دریافت کرد در حالی که در دهه ۱۹۸۰ قطعات موتور را برای بوئینگ و توپولف تولید می‌کرد. با کاهش از دهه ۱۹۹۰، بیشتر تعمیرات قطعات هلیکوپتر را انجام داد. این شرکت نیز در سال ۲۰۱۶ ورشکست شد. شرکت "Teleoptik دیگر شرکت هواپیمایی صربی بود که در سال ۱۹۲۲ در دورچول تاسیس شد. تولید ابزارآلات هواپیما، خنک کننده و سایر تجهیزات در سال ۱۹۲۸ آغاز شد. این شرکت نیز در سال ۲۰۰۷ ورشکست شد. دیگر شرکت ورشکست شده "Prospekt Nestor" بود.